# Amydria meridionalis
Amydria meridionalis är en fjärilsart som beskrevs av Walsingham 1914. Amydria meridionalis ingår i släktet Amydria och familjen Acrolophidae. Inga underarter finns listade i Catalogue of Life.